# Pi1 Pegasi
Pi1 Pegasi (π1 Pegasi, förkortat Pi1 Peg, π1 Peg) som är stjärnans Bayerbeteckning, är en ensam stjärna belägen i den norra delen av stjärnbilden Pegasus. Den har en skenbar magnitud på 5,59 och är svagt synlig för blotta ögat där ljusföroreningar ej förekommer. Baserat på parallaxmätning inom Hipparcosuppdraget på ca 11,3 mas, beräknas den befinna sig på ett avstånd på ca 289 ljusår (ca 88 parsek) från solen. Stjärnans skenbara magnitud är minskad med 0,05 enheter på grund av skymning av interstellärt stoft.

## Egenskaper
Pi1 Pegasi är en gul till vit jättestjärna av spektralklass G6 III. Den har en massa som är omkring 90 procent  större än solens massa, en radie som är ca 9 gånger större än solens och utsänder från dess fotosfär ca 200 gånger mera energi än solen vid en effektiv temperatur på ca 4 800 K.
Baserat på observationer av förändringar i den synliga komponentens rörelse genom rymdan är Pi1 Pegasi en sannolik astrometrisk dubbelstjärna.